# Nådesurt-slægten
Nådesurt (Gratiola) er en slægt med ca. 25 arter, der er udbredt i det meste af Eurasien og Nordamerika. Det er én- eller flerårige, urteagtige planter. De kan være behårede eller helt glatte. Hos visse af arterne er stænglen firkantet i tværsnit. Bladene er modsat stillede, ustilkede og hele med hel eller savtakket rand. Blomsterne sidder langstilkede og enkeltvis i bladhjørnerne. Bægeret er aflangt og sammenvokset for neden, mens kronbladene danner et rør. Kronen er tolæbet, dog sådan at underlæbet er trespaltet. Frugterne er kapsler med mange frø.
| Beskrevne arter |

- Almindelig nådesurt (Gratiola neglecta)
- Lægenådesurt (Gratiola officinalis)

| Andre arter |

- Gratiola amphiantha
- Gratiola ebracteata
- Gratiola quartermaniae